# Stjepan Vukčić Kosača
Stjepan Vukčić Kosača (Kosača kod Foče, oko 1404. – Herceg Novi, 22. svibnja 1466.) bio je veliki vojvoda srednjovjekovne bosanske države.

## Životopis

### Podrijetlo i obitelj
Herceg Stjepan rođen je u Foči oko 1405. godine kao sin kneza Vukca i Katarine, koja je bila podrijetlom iz Italije. Herceg Stjepan imao je i sestru Teodoru-Doroteju, koja je bila udana za velikaša Radoslava Pavlovića.

### Osvajanja po Zeti
Sandalj Hranić Kosača umro je 15. ožujka 1435. godine u Blagaju. Stjepan Vukčić „sin bez grijeha” (posinak) kako ga je nazivala Sandaljova udovica Jelena Lazarević (kćer kneza Lazara i majka posljednjeg vladara Zete iz dinastije Balšića). Saznavši za smrt Sandalja Kosače, hrvatsko-ugarski kralj Žigmund Luksemburški zauzima dijelove Huma. Zauzeo je prostor današnje zapadne Herecegovine, sve do Neretve. Sredinom travnja 1435. godine hereceg Stjepan uspio je protjerati kraljevu vojsku, prebacivši svoje trupe preko drvenog mosta koji se nalazio na mjestu današnjeg Starog mosta u Mostaru.
Stjepan Vukčić Kosača pripremao je svoj pohod na Zetu. Razdoblje zauzimanja Zete trajalo je od početka rujna do kraja studenoga 1441. godine. Vojvoda u Gornjoj Zeti zauzima krajeve oko Morače, grad Soko (kod sela Štitara u blizini Cetinja) i Medun. U Donjoj Zeti, herceg kreće na grad Bar. Osvaja ga, predajom, 20. rujna 1441. godine.
Susjedni velikaši i sile nadali su se kako će uz podršku kralja Žigmunda razdijeliti njegove posjede. Mlečani su željeli prisvojiti Novi, pa su krenuli poduzimati i konkretne akcije u tu svrhu. Međutim, u pomoć vojvodi prišao je turski sultan Murat II., pa se Stjepan uspješno odupro protivnicima. Uz stalnu podršku pomajke Jelene Lazarević (zainteresiranu i za ranije posjede Balšića u Zeti) krenuo je uvećavati naslijeđenu baštinu.

### Sultanovi planovi
Pred kraj 1437. godine sultan Murat II. napao je Hrvatsku, Ugarsku i Srbiju. Turci nisu napali Zetu, dajući mogućnost Stjepanu Vukčiću Kosači da se oduži za tursku pomoć, te da pripoji Zetu svojoj vojvodini. Poslije tromjesečne opsade, 18. kolovoza 1439. godine, pao je dobro utvrđeni srpski grad Smederevo. Turci se usredotočuju na osvajanje ugarskog grada Beograda, pa se zahvaljujući tome Novo Brdo održalo sve do 27. srpnja 1441. godine.

### Stjepanov utjecaj u Gornjoj Zeti
Još u travnju 1439. godine, osnaženi Stjepan Vukčić tražio je od Mlečana neka mu predaju grad Kotor (kao nekadašnji posjed svog prethodnika, vojvode Sandalja Hranića). Nudio je u zamjenu trg Drijeva na Neretvi, ali ga je mletački knez u Kotoru odbio zbog „nejednake vrijednosti objekata”. Do 1441. godine (kada je u Srbiji palo Novo Brdo) konačno je Stjepan Vukčić porazio i suparnike Pavloviće, zaokruživši svoja područja. Okrenuo se potom predjelima Gornje Zete gdje su najistaknutiji vlastelini bili Crnojevići. Stjepanica Crnojević (Đurašević) isticao se kao prvi među četvoricom sinova, tada već pokojnog Đuraša Đuraševića (posljednji puta spominje se 18. listopada 1435. godine, kada ga Dubrovčani nazivaju Crnojevićem). Svoju namjeru da posjedne Zetu, Stjepan Vukčić Kosača je posebno na znanje stavio - Crnojevićima. Mletački knez u Kotoru se na svoju ruku odazvao pozivu Crnojevića za pomoć, ali ga je zbog toga prekorio Senat – s obzirom na to da je osnovni cilj mletačke politike bio da sačuvaju mir s Turcima. Iz tog razloga, djelovanja protiv Stjepana Vukčića, kao sultanovog vazala, Mlečanima nisu išla u prilog. Na kraju, Crnojevići su bili prepušteni sami sebi i morali su prihvatiti planove vojvode da zauzme Zetu. Sitnim poklonima i ustupcima, vojvoda je nastavio privlačiti ostale zetske plemiće na svoju stranu. Na njegovim posjedima je bio primijećen boravak Stjepana Balšića Marmontea (nasljednika ranijih vladara Zete). U trgu Drijeva, vojvoda je nastavio graditi barke i brigantin (završen 1441. godine). S druge strane se trudio zadržati dobre odnose s Mlečanima, iako je bezuspješno od njih tražio prepuštanje Kotora.

### Osvajanje Gornje Zete
Pridobivši Stjepanicu Crnojevića, uz njegovu pomoć Stjepan Vukčić upada u Gornju Zetu. Zauzima krajeve oko Morače, grad Soko (kod sela Štitara u blizini Cetinja) i Medun. U zauzete (predate) utvrde i naselja dovodi svoju posadu. Plemiće u Gornjoj Zeti (Vukca Nikolića, Nikolu Lješevića i Kalođurđa Đuraševića) koji su u posjedu imali oko 700 kuća, pridobio je za sebe, kao i prilično samostalne ratničke družine Bjelopavlića, a sa skadarske granice – Matagužane. U Medunu je za starješinu postavljen Hot Junk, koji je bio u nemilosti kod Đurađa Brankovića, protjeran, a Mlečani su ga bili prebacili u Šibenik. Na osvojenom području, vojvoda ustupa Stjepanici Crnojeviću pet katuna: Ozriniće, Bere, Goljemade, Goričane i Kruse, ali kao taoca odvodi njegova sina Ivana Crnojevića (ostao je kod Stjepana Vukčića više od deset godina i oženio je njegovu kćer Maru Kosaču).

### Osvajanja u Donjoj Zeti
U vrijeme osvajanja Gornje Zete, Stjepan Vukčić poduzimao je akcije u primorju, oko mletačkih posjeda. Namjeravajući zauzeti Donju Zetu, Stjepan kreće na grad Bar. Nakon predaje grada, 20. rujna 1441. godine, upravu nad njim preuzimaju Marko i Mirko Boris (gospodari sela Oboda). Kako je Stjepan izbjegavao sukobe s Mlečanima, Luštica i Budva nisu osvajani. Naime, grad Budva još uvijek nije se nalazio u mletačkim, već u rukama zetskog metropolita, s isturenom zastavom Mletačke Republike. Stjepan tako nije u potpunosti ostvario svoje namjere. Od Mlečana više nije tražio ni grad Kotor. Tijekom zime u Baru nastaju unutarnji sukobi. U ožujku 1442. godine vojvoda Stjepan sa Stjepanicom Crnojevićem morao je ponovn intervenirati, stigavši s vojskom pod gradske zidine. Poslije ponovnog ulaska u Bar, vojvodinu vlast prihvaća i većina Paštrovića. Zbog naklonosti prema Mlečanima, protjerani su Radić Grubavčević (paštrovski vojvoda) i Đorđe Pelinović, ratački opat. Sa Stjepanicom Crnojevićem vojvoda Vukčić opustošio je okolicu Budve, nakon čega je mletački kapetan Jadranskog mora, Alviz Loredan, demonstrirao moć mletačkih galija duž Stjepanovih obalnih posjeda.

### Napuštanje Zete
U moćnoj obitelji Crnojevića 1442. godine dolazi do rascijepa. Za razliku od Stjepanice, kome je sin Ivan Crnojević ostao kao taoc kod vojvode, ostala tri brata otkazuju poslušnost vojvodi, traže zaštitu Republike i prihvaćaju mletačke ponude. Vojvoda Stjepan im oduzima ustupljene posjede. Stjepanov rođak Sladoje, srpnja 1442. godine, također prilazi Mlečanima, u Kotor, nezadovoljan što umjesto Stjepana nije naslijedio posjede Sandalja Hranića. Poslije neuspješnih pregovora s Mlečanima, nemajući vojne snage da dugim ratovanjem održi osvojene teritorije, Stjepan Vukčić Kosača polovicom srpnja 1442. godine napušta Zetu, ostavljajući svoje posade u osvojenim tvrđavama i gradu Baru.

### Mletačko zaposjedanje gradova u primorju
Djelujući iz dva središta (Kotora i Skadra) Mlečani uspijevaju iznuditi predaju Budve, 1. kolovoza 1441. godine, potvrdivši joj povelje izdate od despota Đurađa Brankovića. Nakon ostalih Paštrovića, Republici se priključuje i njihovo utvrđenje Lastva. Svom području Mlečani pripajaju Lušticu, Bogdašiće, Lješeviće i sve zemlje Svetomiholjske eparhije. Tri brata Crnojevića stupaju u mletačku službu, u Kotoru, a kotorski knez im priznaje ranije posjede i vlast nad podanicima u Gornjoj Zeti (Kojičin je proglašen za velikog vojvodu Zete, uz godišnju mletačku plaću od 900 perpera). Nakon zauzimanja Drivasta, skadarski knez Francesco Quirini potčinjava Pamaliote i veliki dio Zabojane (za odmazdu, Stjepan Vukčić će kasnije popaliti sve episkopske kuće i samostan u Svaču). Ratničke družine Mrkojevića i Gradojevića (između Bara i Ulcinja) također prilaze Mlečanima (posredstvom ulcinjskog kneza koji im potvrđuje dotadašnje posjede i obećava nove ako padne grad Bar). Mlečanima prilaze i druge manje ratničke družine. S tako povećanim snagama skadarski knez Francesco Quirini u rujnu 1442. godine, osvojivši okolinu, drži grad Bar pod opsadom. Posjedi u svibnju 1443. godine: 1. vojvode S. V. Kosače; 2. srpskog despota; 3. Mlečana i 4. Dubrovačke Republike.
U pomoć opsjednutom Baru, Stjepan Vukčić uputio se s vojskom. Po mletačkim kronikama, u jesen 1442. godine došlo je do bitke u kojoj je skadarski knez s domaćim saveznicima odbio napad Stjepana Vukčića. Iako su pod bedemima odbili napad vojvode, Mlečani nisu uspjeli osvojiti Bar. Vojvoda je potom s vojskom krenuo k slabije branjenom Skadru, pustošeći mletačke posjede u njegovoj okolici. Na tri milje od Skadra, Stjepan sklapa primirje s knezom Quirinom, da bi se nakon toga povukao iz Zete. U tom razdoblju Mlečani pokušavaju pod svoju vlast pridobiti Stjepanicu Crnojevića, već zapalog u neimaštinu. Postavljaju mu uvjet da braći vrati oduzete posjede. Strahujući za svog sina Ivana, ovaj to odbija. Početkom prosinca 1442. godine Dubrovčani odbijaju vojvodu Stjepana da posreduju u izmirenju s Republikom. Ipak, strahujući od povratka vojske Stjepana Vukčića, Mlečani su s njim namjeravali sklopiti mir, čak i po cijenu odricanja od grada Bara (savjet Senata upućen skadarskom knezu, 8. siječnja 1443. godine). Skadarski knez u međuvremenu privlači na stranu Mletaka ratničke družine i sela u Gornjoj Zeti. Okolne družine ratnika zaposjedaju i zadužbine Crnojevića na Skadarskom jezeru. Važnije plemstvo (Đuraškovići, Lješkovići i Nikolići) ostaje pasivno, s obzirom na to da im Mlečani nisu izvršili unaprijed obećana davanja (po 30 dukata godišnje i odjeću za njihovu vlastelu). Bjelopavlići čak pljačkaju 300 kuća mletačkog podanika Stjepanice Crnojevića, ali se zbog neispunjenih obećanja Mlečana zaustavljaju na tome. U svibnju 1443. godine, Republika prema Baru upućuje flotu galija pod komandom Antonija Dijeda, kao i suhozemne snage skadarskog kneza Francesca Quirinija. Mlečanima, u brdima iznad Bara, prilazi i jaka ratnička družina Krampsi. Grad bar predao se Mlečanima svibnja 1443. godine ali ne i vojna posada vojvode Stjepana Vukčića. Oko 80 ljudi, pod komandom Marka Borisa, dva dana suprotstavljalo se mletačkom napadu na tvrđavu (citadelu barskog grada) dok nisu izginule dvije trećine branitelja. Preostali branitelji (27) predali su se 4. lipnja 1443. godine, a uz mletačke propusnice omogućen im je put do Dubrovnika.

### Povlačenje
Stjepan Vukčić nije više imao mogućnosti bilo što poduzeti u Donjoj Zeti. U Gornjoj Zeti ostali su mu utvrđeni Medun i Soko, s posjedima Stjepanice Crnojevića. Nakon smrti kralja i bana Tvrtka II. (22. studenoga 1443.), njegov nasljednik Stjepan Tomaš Kotromanić, zauzima Stjepanov trg Drijeva i okuplja oko sebe plemstvo koje je neprijateljski raspoloževno prema vojvodi Stjepanu Vukčiću. On, u prijateljstvu s Republikom, zaslijepljen sukobom sa svojim vojvodom, omogućava Mlečanima da od Stjepana Vukčića oduzmu gradove Omiš i Poljica (dakle, gradove koji su se tada nalazili u Stjepanovom vojvodstvu, ali i u njegovoj banovini\kraljevini). Vojvoda Stjepan nije se mogao nadati turskoj vojnoj pomoći, s obzirom na njihove borbe protiv ugarskog kralja, srpskog despota i Janka Hunjadija (jesen 1443. godine). Vojvoda više nije imao mogućnosti posvećivati pozornost Zeti. Stjepanica Crnojević ostao je vezan uz njega iz poznatih razloga, ali je dao braći pismenu zakletvu da će prijeći na stranu Mlečana – kada mu Stjepan Vukčić bude vratio sina Ivana. Braća su i pokraj toga nastavila s prijetnjama da će Stjepanicu, kao vazala Stjepana Vukčića izbaciti „iz naših brda”. Vijesti o namjeri sklapanja mira između despota Đurađa Brankovića i Turaka, utjecala je na to da Stjepanica pređe pod mletačku vlast, sporazumom sa skadarskim knezom Quirinijem, 26. ožujka 1444. godine, a koji je između ostalog predviđao kako Republika neće sklopiti mir s vojvodom Stjepanom dok ovaj ne vrati Ivana Crnojevića njegovom ocu.

### Sporazumi
Od travnja 1444. godine Đurađ Branković obnavlja dobre odnose s Turcima koji mu vraćaju na upravu srpsku Despotovinu s 24 grada (već kolovoza 1444. godine). Stjepan Vukčić, kao turski vazal, u listopadu 1444. godine pomirio se s despotom Đurađem Brankovićem, također turskim vazalom, sklopivši s njime savez koji je otežao položaj kralja i bana Tomaša u Bosni i Mlečana u Zeti (pogotovo što su obje strane iste godine otvoreno djelovale protiv Turaka). Đurađ Branković će u Gornjoj Zeti bez otpora preuzeti ranija područja despotovine, ali do 1448. godine nije ništa poduzimao za obnovu svoje vlasti u Donjoj Zeti. Stjepan Vukčić nije uspio povratiti gradove Omiš i Bar, a zadovoljio se obećanjima Mletaka da će dobiti natrag svoje kuće u Mlecima, Zadru i Kotoru, uz redovitu isplatu kotorske provizije. Ovo je i zapisano ugovorom 23. kolovoza 1445. godine.

## Dobivanje titule – Herceg
Godine 1448. priklonio se Osmanlijama i srpskom despotu Đurađu Brankoviću u napadu na svoga zeta, kralja i bana Bosne te usvojio titulu hercega, kojom ga je oslovljavao Fridrik III. Tijekom trećeg braka s bavarskom princezom Cecilijom, u korespodenciji je koristio njemačku transliteraciju njegove titule vojvoda – Hercog (što je, u narodnom jeziku, evaluiralo u herceg). Teritorij pod njegovom vlašću, protezao se od Lima do Cetine i od Rame do Kotorskog zaljeva. Na tom je prostoru bio poput samostalnog vladara. Nakon toga dobio je titulu hercega od Svetoga Save (dux sancti Sabe), gospodara humskoga i velikog vojvode rusaga bosanskoga, kneza drinskoga i k tomu.
Herceg Stjepan stolovao je u više rezidencija, najčešće u dva grada: ljeti u Blagaju, a zimi u (Herceg) Novom. Težnje za privrednim osamostaljenjem došle su do izražaja i u njegovim naporima da grad Novi razvije u pomorsko i trgovačko središte (1449. godine osnovao je radionicu sukna). Pritom je izbio rat s Kotorom i Dubrovnikom, koji je trajao 1451 – 1454. Drugi konavoski rat, a u njega su se upleli i hercegovi protivnici (kralj i ban Stjepan Tomaš, hercegov sin Vladislav Hercegović Kosača, vlastela Vlatkovići i pojedini hercegovi vazali). Osmanlijska vojna pomoć upućena hercegu pokolebala je njegove protivnike pa se 1453. godine pomirio sa sinom Vladislavom, a 1454. godine s Dubrovnikom. Kako su Osmanlije počeli upadati u njegovu zemlju, pomirio se i s novim bosanskim kraljem, svojim unukom, Stjepanom Tomaševićem (1461.). Nakon pada Bosne 1463. njegove zemlje su postupno, od 1465. godine, osvajali Osmanlije (Hum i Podrinje) i Mlečani (Neretvansku krajinu). Potkraj života vlast mu je bila svedena na usko primorsko područje s gradom Novim, koji su Osmanlije zauzeli 1482. godine. Herceg je umro 22. svibnja 1466. godine. Nakon osmanlijskog osvajanja, posjed hercegove zemlje dobio je ime Hercegovina. Kroz daljnji razvoj hercegovačke povijesti, obujam područja Hercegovina mijenjao se, a održao se do danas.

### Brakovi i potomstvo
Stjepanova prva supruga bila je zetska vojvotkinja Jelena Balšić (1407. – 1453.), kćer Balše III. Balšića. Ona se udala za Stjepana oko 1422. godine. S njom je Stjepan imao jednu kćer i dva sina.
- Katarinu;
- Vladislava;
- Vlatka.

Vojvotkinja Jelena umrla je 1453. godine. Herceg Stjepan 1455. godine oženio je vojovtkinju Barbaru de Raugo i s njom je imao sina koji je živio kratko, a koji se rodio 1456. godine. Treća Stjepanova supruga bila je bavarska princeza Cecilija. Herceg Stjepan imao je sina Stjepana. On je rođen 1459. godine, ali je upitno tko je bila njegova majka Barbara ili Cecilija. Veća Mogućnost da je Ahmedova majka bila Barbara. Isto tako upitno je za Stjepanovu kćer Maru tko je bila njezina majka. Mara je bila supruga Ivana Crnojevića.
Svoju oporuku napisao je 21. svibnja 1466. godine, a umro sljedeći dan.

### Članci
- Korać, Dijana. 2013. Neki aspekti religioznosti u Kosača. Croatica Christiana periodica. Sveučilište u Zagrebu - Katolički bogoslovni fakultet. Zagreb. 37 (72): 51–72

## Vanjske poveznice
- Marko Dragić, Herceg Stjepan Vukčić Kosača